# 蔚山消防本部
蔚山消防本部（ウルサンしょうぼうほんぶ）は、大韓民国蔚山広域市を管轄区域とする消防本部である。住所は蔚山広域市南区中央路201（新亭洞646-4番地）。

## 沿革
- 1997年7月19日 - 蔚山消防本部設置。
- 2000年12月18日 - 消防航空隊設置。
- 2008年1月1日 - 消防航空隊から消防航空救助隊に改称。

## 本部組織
- 消防本部長（消防准監）
  - 消防行政課（課長は地方消防正）
  - 対応救助課（課長は地方消防正）
    - 消防航空救助隊

## 装備
| - 指揮車：5 - 水槽車：16 - ポンプ車：38 - 高架車：6 - 化学車：10 - 屈折車：4 - 救助車：5 - 救急車：27 - 排煙車：4 - 照明車：2 | - その他：14 - 乗用車：12 - 乗合車：9 - 貨物車：6 - 点検車：4 - 巡察車：4 - 放水塔車：3 - 特殊車：4 - 消防航空機：1 - 移動タンク（航空用）：1 |

## 消防署
蔚山消防本部には4消防署のもと、20の119安全センターと6救助隊がある。

### 組織
- 署長（地方消防正）
  - 消防行政課（課長は地方消防領。以下同じ）
  - 対応救助課
  - 予防安全課：中部、南部消防署のみ設置。
  - 119安全センター（センター長は地方消防警または地方消防尉）
  - 救助隊（隊長は地方消防警または地方消防尉）：南部と温山の消防署には救助隊のほかに化学救助隊もある。

### 消防署一覧
各消防署及び所属119安全センターの名称は以下の通り。
| 消防署     | 119安全センター                            |
| ---------- | ------------------------------------------ |
| 中部消防署 | 城南、兵営、農所、彦陽、太和、凡西         |
| 南部消防署 | 三山、呂川、新亭、玉洞、無去、長生浦、工団 |
| 東部消防署 | 化岩、華亭、塩浦、田下                     |
| 温山消防署 | 温山、温陽、熊村                           |

## 主な事件
- 蔚山高層ビル火災 - 2020年に大韓民国蔚山広域市南区達洞で発生した高層ビル火災。